# BRIT Awards/Soundtrack/Cast Recording
Der BRIT Award for Classical Recording wurde erstmals bei den BPI Awards 1985 von der British Phonographic Industry (BPI) verliehen. Es handelte sich um einen Preis, der an Aufnahmen vergeben wurde, die entweder zu einem Soundtrack oder zu einem Musical gehörten. Der Award bestand bis 2001.
Die Gewinner und Nominierten werden von einem Komitee bestehend aus über eintausend Mitgliedern gewählt. Das Wahlkomitee besteht aus verschiedenen Mitarbeitern von Plattenfirmen und Musikzeitschriften, Managern und Agenten, Angehörigen der Medien sowie vergangene Gewinner und Nominierte.

## Übersicht
| Jahr | Gewinner                 | Nominierungen                                                                                               |
| ---- | ------------------------ | --- |
| 1985 | Purple Rain              | - Electric Dreams - Footloose - Give My Regards to Broad Street - The Woman in Red                          |
| 1986 | nicht vergeben           | nicht vergeben                                                                                              |
| 1987 | Top Gun                  | - Absolute Beginners - Down and Out in Beverly Hills - Out of Africa - A Room with a View                   |
| 1988 | The Phantom of the Opera | - Dirty Dancing - Follies - La Bamba - Les Miserables                                                       |
| 1989 | Buster                   | - Good Morning, Vietnam - Hairspray - The Princess Bride - Rattle and Hum                                   |
| 1990 | Batman                   | - Aspects of Love - Beaches - Henry V - The Cook, the Thief, His Wife and Her Lover                         |
| 1991 | Twin Peaks               | - Days of Thunder - Ghost - Pretty Woman - Wild at Heart                                                    |
| 1992 | The Commitments          | - The Doors - Five Guys Named Moe - Inspector Morse - Robin Hood: Prince of Thieves                         |
| 1993 | Wayne's World            | - Bugsy - Frankie and Johnny - Hook - Mo’ Money                                                             |
| 1994 | The Bodyguard            | - The Jungle Book - Reservoir Dogs - Sleepless in Seattle - What's Love Got to Do with It                   |
| 1995 | Pulp Fiction             | - Forrest Gump - Four Weddings and a Funeral - The Lion King - Philadelphia                                 |
| 1996 | Batman Forever           | - Braveheart - Muriel's Wedding - Natural Born Killers - Waiting to Exhale                                  |
| 1997 | Trainspotting            | - Dangerous Minds - Evita - La Passione - Mission: Impossible                                               |
| 1998 | The Full Monty           | - Men in Black - Romeo + Juliet - Space Jam - Trainspotting                                                 |
| 1999 | Titanic                  | - Boogie Nights - Jackie Brown - Lock, Stock and Two Smoking Barrels - The Wedding Singer                   |
| 2000 | Notting Hill             | - Austin Powers: The Spy Who Shagged Me - Star Wars Episode I: The Phantom Menace - Fight Club - The Matrix |
| 2001 | American Beauty          | - Air – The Virgin Suicides - Billy Elliot - Björk – Selmasongs - Shaft - The Beach                         |